# Ape-ology
Az Ape-ology egy dupla lemezes Lee Perry-válogatásalbum, melyen három album számai (Super Ape, Return of the Super Ape, Roast Fish Collie Weed & Corn Bread), valamint 7 bónuszszám található. 

## Számok

### CD 1
1. Upsetters & The Heptones – Dread Lion                            4:32
2. Upsetters & The Heptones – Zion Blood                            3:56
3. Upsetters & The Heptones – Three In One                          3:38
4. Lee Perry & The Upsetters – Curly Dub                           4:12
5. Upsetters & The Heptones – Patience Dub                          4:32
6. Upsetters & The Heptones – Super Ape                             3:50
7. Upsetters & Prince Jazzbo – Croaking Lizard                      3:27
8. Lee Perry & The Upsetters – Black Vest                          4:40
9. Upsetters & Full Experience – Underground Root                   2:56
10. Upsetters & Full Experience – Dub Along                          3:11
11. Lee Perry & The Upsetters – Soul Fire                           3:54
12. Lee Perry & The Upsetters – Throw Some Water In                 3:45
13. Lee Perry & The Upsetters – Evil Tongue                         3:54
14. Lee Perry & The Upsetters – Curly Locks                         4:06
15. Lee Perry & The Upsetters – Ghetto Sidewalk                     4:19
16. Lee Perry & The Upsetters – Favourite Dish                      3:19
17. Lee Perry & The Upsetters – Free Up The Weed                    3:41
18. Lee Perry & The Upsetters – Big Neck Police                     3:38
19. Lee Perry & The Upsetters – Yu Squeeze My     Panhandle                  3:54
20. Lee Perry & The Upsetters – Roast Fish & Cornbread                    3:49

- Total: 1:17:23

### CD 2
1. Upsetters & Full Experience – Dyoir Anasaw                       3:39
2. Lee Perry & The Upsetters – Return Of The Super    Ape             3:40
3. Upsetters & Full Experience – Tell Me Something Good                3:28
4. Lee Perry & The Upsetters – Bird In Hand                        3:27
5. Lee Perry & The Upsetters – Crab Years                          3:36
6. Lee Perry & The Upsetters – Jah Jah A Natty Dread                   3:38
7. Lee Perry & The Upsetters – Psyche & Trim                     3:48
8. Lee Perry & The Upsetters – The Lion                            3:29
9. Lee Perry & The Upsetters – Huzz A Hanna                        3:29
10. Lee Perry & The Upsetters – High Ranking Society                3:29
11. Upsetters & Clive Hylton – From Creation                         2:34
12. Lee Perry & The Upsetters – Creation Dub 1                      2:47
13. Lee Perry & The Upsetters – Creation Dub Twice                  2:38
14. Lee Perry & The Upsetters – Creation Dub 3                      3:05
15. Lee Perry & The Upsetters – Roast Fish & Cornbread-Single Mix                    3:37
16. Lee Perry & The Upsetters – Corn Fish Dub                       3:38
17. Upsetters & U-Roy – OK Corral                                    2:47

- Total:   56:57

## Roots Archives
- https://web.archive.org/web/20071014133727/http://roots-archives.com/release/5075